# Тринаеста македонска ударна бригада
Тринаеста македонска ударна бригада НОВЈ формирана је 17. септембра 1944. у селу Митрашинци код Берова од око 800 новопристиглих бораца из Малешевије. Била је у саставу 50. македонске дивизије НОВЈ.
Водила је борбе против немачких снага на комуникацији Радовиш–Штип (до краја септембра), а заједно са другим јединицама извршила је напад на Штип 24. септембра, те Берово и Пехчево 9. октобра, ослободила Пехчево 13. октобра, те дејствовала код Царевог Села и Кочана. Ослободила је Виницу 19. октобра и Јаћимово 20. октобра, водила борбе код Пилав Тепе и Зобника од 6. до 7. новембра и ослободила Штип 8. новембра.
После тога је водила борбе против балистичких снага код хидроелектране Матка, села Глумово, Групчин и Ларце, а затим заједно са Трећом македонском бригадом ослободила Тетово 19. новембра. Бригада је после тога расформирана 6. децембра 1944, а њено људство ушло је у састав Осме македонске дивизије Корпуса народне одбране Југославије.
Бригада је одликована Орденом заслуга за народ са златним венцем.